# Венґожин (Західнопоморське воєводство)
Венґожин (пол. Węgorzyn, нім. Wangerin) — село в Польщі, у гміні Карниці Ґрифицького повіту Західнопоморського воєводства.
Населення — 131 особа (2011).
У 1975-1998 роках село належало до Щецинського воєводства.

## Демографія
Демографічна структура станом на 31 березня 2011 року:
|          | Загалом | Допрацездатний вік | Працездатний вік | Постпрацездатний вік |
| -------- | ------- | ------------------ | ---------------- | -------------------- |
| Чоловіки | 67      | 12                 | 51               | 4                    |
| Жінки    | 64      | 17                 | 29               | 18                   |
| Разом    | 131     | 29                 | 80               | 22                   |